# Money Boy/Diskografie
Diese Diskografie ist eine Übersicht über die musikalischen Werke des österreichischen Rappers Money Boy. Neben regulär veröffentlichten Studioalben stellte Money Boy auf seiner ehemaligen Website insgesamt 42 Mixtapes unterschiedlich lange zum kostenlosen Download zur Verfügung. Im Frühjahr 2016 löschte er seinen YouTube-Kanal inklusive Musikvideos und benannte sich in YSL Know Plug bzw. Why SL Know Plug um. Gleichzeitig löschte er auch seine Website. 2017 kehrte er zum Namen Money Boy zurück, vereinzelt veröffentlichte er auch unter weiteren Pseudonymen.
Money Boy veröffentlicht seine Musik fast ausschließlich im Selbstverlag, meist als 21 Entertainment oder 21 Ent.

## Alben

### Studioalben
| Jahr | Titel Musiklabel                                   | Anmerkungen                                                  |
| ---- | -------------------------------------------------- | ------------------------------------------------------------ |
| 2013 | Swag Swag City Clique                              | Erstveröffentlichung: 21. Januar 2013                        |
| 2014 | HiTunes 21 Entertainment                           | Erstveröffentlichung: 4. November 2014                       |
| 2015 | Cash Flow Glo Up Dinero Gang                       | Erstveröffentlichung: 16. Juni 2015                          |
| 2016 | All in a Night (Extended Version) 21 Entertainment | Erstveröffentlichung: 16. März 2016 als Why SL Know Plug     |
| 2016 | Alles ist Designer 21 Entertainment                | Erstveröffentlichung: 24. November 2016 als Why SL Know Plug |
| 2018 | Mann unter Feuer 21 Entertainment                  | Erstveröffentlichung: 16. Oktober 2018                       |
| 2019 | Quick Mart 21 Entertainment                        | Erstveröffentlichung: 5. April 2019                          |
| 2019 | Geld Motivierte Muzik 21 Entertainment             | Erstveröffentlichung: 13. August 2019                        |
| 2020 | Dripolympics 21 Entertainment                      | Erstveröffentlichung: 17. April 2020                         |
| 2020 | Feed the Skreetz 21 Entertainment                  | Erstveröffentlichung: 24. Juli 2020                          |
| 2021 | 10 Bullets 21 Entertainment                        | Erstveröffentlichung: 22. Oktober 2021                       |
| 2022 | Back in der Trap 21 Entertainment                  | Erstveröffentlichung: 27. Mai 2022                           |
| 2024 | Der Pimp im purple Pelzmantel 21 Entertainment     | Erstveröffentlichung: 7. Juni 2024                           |

### Kompilationen
| Jahr | Titel Musiklabel                   | Anmerkungen                              |
| ---- | ---------------------------------- | ---------------------------------------- |
| 2021 | The Plug 21 Entertainment          | Erstveröffentlichung: 5. Februar 2021    |
| 2022 | The Lost Tape III 21 Entertainment | Erstveröffentlichung: 23. September 2022 |

### Mixtapes
Hier unbelegte Veröffentlichungsdaten sind angegeben wie in der von jedem bearbeitbaren Online-Datenbank Discogs und mit Fragezeichen versehen.
| Jahr | Titel                                                     | Anmerkungen                                                                                     |
| ---- | --------------------------------------------------------- | ----------------------------------------------------------------------------------------------- |
| 2010 | Swagger Rap                                               | Erstveröffentlichung: 21. August 2010                                                           |
| 2011 | Money, Girls and Fame                                     | Erstveröffentlichung: (spätestens) 3. August 2011                                               |
| 2011 | The Lost Tape                                             | Erstveröffentlichung: 22. Dezember 2011 (?)                                                     |
| 2012 | Pancakes and Sizzurp                                      | Erstveröffentlichung: (laut Ankündigung) 21. April 2012                                         |
| 2012 | Crack für’s Volk                                          | Erstveröffentlichung: 17. August 2012                                                           |
| 2012 | Swagger Rap 1.5                                           | Erstveröffentlichung: (spätestens) 22. September 2012                                           |
| 2012 | Swagger Rap 2                                             | Erstveröffentlichung: (spätestens) 2. Oktober 2012                                              |
| 2012 | YOLO                                                      | Erstveröffentlichung: 17. Oktober 2012                                                          |
| 2012 | Red Bull in meinem Tank umbenannt in: Cola in meinem Tank | Erstveröffentlichung: 15. November 2012                                                         |
| 2012 | Swagger für Dummies                                       | Erstveröffentlichung: 2012                                                                      |
| 2012 | Wir fliegen rauf zum Mond                                 | Erstveröffentlichung: (laut Ankündigung) 10. Dezember 2012; als Bentley Boys mit Taylor Johnson |
| 2013 | Ich bin der Chicken Man                                   | Erstveröffentlichung: 31. Januar oder 1. Februar 2013                                           |
| 2013 | Mein Papierkorb                                           | Erstveröffentlichung: 3. Februar 2013 (?)                                                       |
| 2013 | Bravestarr                                                | Erstveröffentlichung: 21. Mai 2013                                                              |
| 2013 | Swaghetti Yolonese                                        | Erstveröffentlichung: 2013                                                                      |
| 2013 | Endlich Reich                                             | Erstveröffentlichung: 12. oder 13. Juli 2013                                                    |
| 2013 | Dipset Worldwide                                          | Erstveröffentlichung: 23. Juli 2013                                                             |
| 2013 | Der Mixtape King                                          | Erstveröffentlichung: 5. August 2013                                                            |
| 2013 | Most Wanted                                               | Erstveröffentlichung: 2013                                                                      |
| 2014 | Bravestarr 2                                              | Erstveröffentlichung: (spätestens) 6. Februar 2014                                              |
| 2014 | Trappin’ Out A Long John Silver’s                         | Erstveröffentlichung: (spätestens) 25. März 2014; als Frencho Santana                           |
| 2014 | Money Tall                                                | Erstveröffentlichung: 26. Februar 2014                                                          |
| 2014 | The Lost Tape II                                          | Erstveröffentlichung: 4. März 2014                                                              |
| 2014 | Hustle King                                               | Erstveröffentlichung: 29. April 2014                                                            |
| 2014 | G.M.O.D.                                                  | Erstveröffentlichung: 8. Juni 2014 (?)                                                          |
| 2014 | Scurrrface                                                | Erstveröffentlichung: 9. Juni 2014                                                              |
| 2014 | Splashy Splash                                            | Erstveröffentlichung: (laut Ankündigung) 2. Juli 2014                                           |
| 2015 | Back From The Dead                                        | Erstveröffentlichung: 5. oder 6. Januar 2015                                                    |
| 2015 | Skreet Classics                                           | Erstveröffentlichung: 31. Januar 2015                                                           |
| 2015 | Free Crack                                                | Erstveröffentlichung: 4. Februar 2015                                                           |
| 2015 | The Onslaught Continues                                   | Erstveröffentlichung: 5. Februar 2015                                                           |
| 2015 | Audio Heroin                                              | Erstveröffentlichung: 5. Februar 2015                                                           |
| 2015 | Ballen wie die NBA                                        | Erstveröffentlichung: 5. Februar 2015                                                           |
| 2015 | Cocaine Blizzard                                          | Erstveröffentlichung: (spätestens) 6. Februar 2015                                              |
| 2015 | Red Carpet Gangster                                       | Erstveröffentlichung: 8. Februar 2015 (?)                                                       |
| 2015 | Ich kann mein Gesicht nicht fühlen                        | Erstveröffentlichung: 30. März 2015                                                             |
| 2015 | Heat Wave: Cook Up Season                                 | Erstveröffentlichung: 29. Juli 2015                                                             |
| 2015 | This Time I Want It All                                   | Erstveröffentlichung: 26. November 2015                                                         |
| 2015 | And Another One                                           | Erstveröffentlichung: 18. Dezember 2015                                                         |
| 2016 | ADHT: Das Mixtape                                         | Erstveröffentlichung: 20. Januar 2016                                                           |
| 2016 | I Made This in a Day                                      | Erstveröffentlichung: 16. Februar 2016                                                          |
| 2024 | Swagsgiving                                               | Erstveröffentlichung: 27. November 2024                                                         |

### EPs
| Jahr | Titel Musiklabel           | Anmerkungen                             |
| ---- | -------------------------- | --------------------------------------- |
| 2013 | Trap Haus 21 Entertainment | Erstveröffentlichung: 17. November 2013 |

## Singles
| Jahr | Titel Album                      | Höchstplatzierung, Gesamtwochen, AuszeichnungChartsChartplatzierungen (Jahr, Titel, Album, Platzierungen, Wochen, Auszeichnungen, Anmerkungen) | Anmerkungen                                                                        |
| Jahr | Titel Album                      | AT | Anmerkungen                                                                        |
| ---- | -------------------------------- | --- | ---------------------------------------------------------------------------------- |
| 2011 | Dreh den Swag auf (Club Remix) – | AT52 (2 Wo.)AT | Erstveröffentlichung: 4. Februar 2011 Musiklabel: Sony Music Entertainment Austria |

Weitere Singles
- 2010: Ching Chang Chung (Swagger Rap)
- 2010: X-Mas Time (Sony Music Entertainment Austria)
- 2013: Swaghetti Yolonese (Swaghetti Yolonese; Swag City Clique)
- 2013: Yolohafte Swagnachten (21 Entertainment)
- 2014: Einer Geht Noch (21 Entertainment)
- 2014: Gay C D.B.n.C. (21 Entertainment)
- 2016: Smoke Weed (feat. Hustensaft Jüngling & Medikamenten Manfred; 21 Entertainment; als Why SL Know Plug)
- 2017: Party Animal (21 Entertainment)
- 2017: Monte Carlo (21 Entertainment)
- 2017: Spaceship (feat. Timmie Turnup; 21 Entertainment)
- 2017: Bye Bye (21 Entertainment)
- 2017: Fast Lane (21 Entertainment)
- 2017: Waldorf Astoria (21 Entertainment)
- 2017: Dynamite (21 Entertainment)
- 2017: Rap Up 2017 (21 Entertainment)
- 2018: Frühstück im Jet (21 Entertainment)
- 2018: Ich bin rich (21 Entertainment)
- 2018: Fortnite (Mann unter Feuer; 21 Entertainment)
- 2018: Big Backwood (Mann unter Feuer; 21 Entertainment)
- 2018: Drip Juice (21 Entertainment)
- 2019: Adrien Broner (21 Entertainment)
- 2019: Draco (Quick Mart; 21 Entertainment)
- 2019: Bricks (Quick Mart; 21 Entertainment)
- 2019: Leichensack (Quick Mart; Entertainment)
- 2019: Shooting Stars (21 Entertainment)
- 2019: Benny Blanco (Quick Mart; 21 Entertainment)
- 2019: CashMoneyGeld (21 Entertainment)
- 2019: Perkys (Geld Motivierte Muzik; 21 Entertainment)
- 2019: Spieglein an der Wand (prod. by Psaiko.Dino; Dripolympics; 21 Entertainment)
- 2019: Lollipop (feat. negatiiv OG; Dripolympics; 21 Entertainment)
- 2019: Rap Up 2019 (21 Entertainment)
- 2020: Drip Drop (Dripolympics; 21 Entertainment)
- 2020: Pringles (Dripolympics; 21 Entertainment)
- 2020: MVP (Dripolympics; 21 Entertainment)
- 2020: Drip und Ice (Dripolympics; 21 Entertainment)
- 2020: Fake Friends (21 Entertainment)
- 2020: Flexin (Dripolympics; 21 Entertainment; mit Spinning 9)
- 2020: Kauf bei mir (Dripolympics; 21 Entertainment)
- 2020: Hold On (mit Young Pirate)
- 2020: Body wie ein Mazerati (feat. Gloss Up; 21 Entertainment)
- 2020: Dreimal darfst du raten (21 Entertainment)
- 2020: GOAT (Ballerlife Records; mit NOIR40)
- 2020: Trap House Kitchen (21 Entertainment)
- 2020: Chicken Man (21 Entertainment)
- 2020: Invincible (21 Entertainment)
- 2020: Stoppschild (21 Entertainment)
- 2020: Rap Up 2020 (21 Entertainment)
- 2021: New Era (21 Entertainment)
- 2021: 50s 100s (10 Bullets; 21 Entertainment)
- 2021: Curry (10 Bullets; 21 Entertainment)
- 2021: Dawg (10 Bullets; 21 Entertainment)
- 2021: Boss Up (10 Bullets; 21 Entertainment)
- 2021: Guap (21 Entertainment)
- 2021: Roll Up! (mit The Ji, Keewee, Ferry 20G; ohne Label)
- 2021: Außendiest (mit Fruchtmax, Yupanther; Fruchtenhuber Music Group/Taş Records)
- 2021: 100 Schuss (21 Entertainment)
- 2022: Mutombo (21 Entertainment)
- 2022: Whip It Up (21 Entertainment)
- 2022: Trap House (21 Entertainment)
- 2022: Fake Hittas (21 Entertainment)
- 2022: Churros (21 Entertainment)
- 2022: Intro (Back in der Trap) (21 Entertainment)
- 2022: I Like Diamonds (21 Entertainment)
- 2022: Right Now (21 Entertainment)
- 2022: Money Way (21 Entertainment)
- 2022: Ich hab mir ne Rolex gecoppt (mit LGoony; 21 Entertainment)
- 2022: Billie (21 Entertainment)
- 2022: Lay Up
- 2023: So Fresh & So Drippy
- 2023: Is Ya Ready
- 2023: Stoppschild 2
- 2023: Melo Ball
- 2023: Baby (Ya dig)
- 2023: Deppen die rappen
- 2023: Crackheads
- 2023: $W4G RMX (mit TJ_beastboy)
- 2023: Sideeye
- 2023: Incredible
- 2023: Italian Beef
- 2023: Lambo
- 2023: Rolls Royce
- 2023: Zwambo Anthem (mit Young Kira)
- 2023: Ich weiß nicht (mit Julien Bam)
- 2023: Hustle King (mit Young Kira)
- 2023: Dead Solver
- 2023: Auf Lock
- 2023: Hardwood Classic
- 2023: Schalke
- 2023: Waky Baky (mit Taylor Johnson)
- 2023: Ball Player
- 2023: Hunde Freestyle 3 (mit YungPepsi)
- 2024: OG GUDG (mit The Ji)
- 2024: Zieh & pass (mit Lil Lano und Trippie Boi)
- 2024: kbO Freestyle (mit Janluka und Yung Emkay)

## Musikvideos
Hier nicht aufgeführt sind insbesondere die Freestyles, die in kurzen Videos in verschiedenen sozialen Medien veröffentlicht wurden.
- 2010: Boy, der am Block chillt
- 2010: Dreh den Swag auf
- 2010: X-Mas Time
- 2011: Stripclub
- 2011: Swag Stars (feat. Spinning 9)
- 2011: Dreh den Swag auf (Club Remix)
- 2011: Six Foot Seven
- 2011: Polo
- 2011: Gucci und Prada
- 2011: Back in the Building
- 2011: Halloween
- 2011: 16 Barz
- 2011: Jingle Bells Swag
- 2012: Salute (feat. Spinning 9)
- 2012: Stacks on Stacks
- 2012: Black on Black
- 2012: Coole Chains
- 2012: Kooley High
- 2012: Ich kauf nicht mehr bei C&A
- 2012: Swig Swag
- 2012: Was ist mit mir
- 2012: Ich bin es wieder (feat. Taylor Johnson)
- 2012: Ich versteh nur Bahnhof
- 2012: Adios Amigo (feat. Skitekk)
- 2012: UGG Boots
- 2013: Dicke Eier
- 2013: Pussy, Money, Weed
- 2013: Power Rangers
- 2013: Ballen ohne Ball
- 2013: Rodeo Drive
- 2013: Ich trinke Frostschutz
- 2013: Freunde mit gewissen Vorzügen
- 2013: Gibt es einen Himmel für nen Gangsta
- 2013: Die Qual der Wahl
- 2013: An diesem einen Tag am Rummelplatz
- 2013: Yolohafte Swagnachten
- 2014: Crime Time
- 2014: Hunnit Dolla Bills (feat. The Ji)
- 2014: Keep Shinin
- 2014: Bizzack
- 2014: Einer geht noch
- 2014: Shrimps mit Reis
- 2014: High & Twisted
- 2014: Kola mit Ice (feat. MC Smook)
- 2014: Shisha
- 2014: Awesomo
- 2014: Fuck a Check up (mit Spinning 9)
- 2014: Lights
- 2014: Der Louis Store war zu
- 2014: Schnee im Summer
- 2015: Pimmelberger
- 2015: Luxussuite
- 2015: Fuck up die Kommas
- 2015: Choices
- 2015: Florida Water
- 2015: Vom Winde verweht (feat. Maverick Berlin)
- 2015: Vom Thunfisch Zum Lobster
- 2015: Karate Kid
- 2015: Kein Limit
- 2015: Superman (feat. Hustensaft Jüngling)
- 2015: Armani
- 2015: Wir sind in der City
- 2015: Champs Elyses
- 2015: Lambo Gallardo
- 2016: Geld
- 2016: Mega Don (als Why SL Know Plug)
- 2016: March Madness (als Why SL Know Plug)
- 2016: Rich Carlton (als Why SL Know Plug)
- 2016: Flippe Die Bricks (als Why SL Know Plug)
- 2016: Kann Man Ahnen (als Why SL Know Plug)
- 2016: Compliments (als Why SL Know Plug)
- 2016: Goldrapper (als Why SL Know Plug)
- 2016: Smoke Weed (als Why SL Know Plug)
- 2016: Blong (als Why SL Know Plug)
- 2016: Trap House Macht Die Numbers (als Why SL Know Plug)
- 2016: Ayo Remix (als Why SL Know Plug)
- 2016: Rap Update (als Why SL Know Plug)
- 2016: Trap Phone Ringin (als Why SL Know Plug)
- 2016: Dip (als Why SL Know Plug)
- 2016: Alles ist Designer (als Why SL Know Plug)
- 2016: YSL (als Why SL Know Plug)
- 2016: Rite Back (als Why SL Know Plug)
- 2016: Hoe Hoe Hoe (als Why SL Know Plug)
- 2016: Champagne (als Why SL Know Plug)
- 2017: Rockstar (feat. Hustensaft Jüngling & Medikamenten Manfred) (als Why SL Know Plug)
- 2017: Egal (als Why SL Know Plug)
- 2017: Cash Me Outside
- 2017: Kerzenwachs
- 2017: Party Animal
- 2017: Mayweather
- 2017: Bye Bye
- 2017: Monte Carlo
- 2018: Frühstück im Jet
- 2018: Fortnite
- 2018: Big Backwood
- 2018: Skrrt Skrrt Ice Ice
- 2018: Streets Made Me
- 2018: Count up the Paper
- 2018: Drip Juice
- 2019: Adrien Broner
- 2019: Draco
- 2019: Bricks
- 2019: Shooting Stars
- 2019: Leichensack
- 2019: Benny Blanco
- 2019: Cream Soda (feat. Hustensaft Jüngling)
- 2019: Perkys
- 2019: VVS
- 2019: Spieglein an der Wand (prod. by Psaiko.Dino)
- 2019: Es wird alles gut
- 2019: Rap Up 2019
- 2020: Drip Drop (prod. Young Kira x shvde)
- 2020: Pringles
- 2020: Drip und Ice
- 2020: Fake Friends
- 2020: Kauf bei mir
- 2020: Flexin (feat. Spinning 9)
- 2020: Yummy (prod. by shvde)
- 2020: Scurr Scurr Erryday (feat. Bobby Swango & Hustensaft Jüngling)
- 2020: Body wie ein Mazerati (feat. Gloss Up)
- 2020: Dreimal darfst du raten (Prod. Neco & Philaby)
- 2021: 50s 100s (Prod. Young Kira)
- 2021: Curry (Prod. Sonix)
- 2021: Boss Up (Prod. Young Kira)
- 2021: 100 Schuss
- 2022: Mutombo
- 2022: Whip It Up
- 2022: Touch The Ground
- 2022: Fake Hittas (Ft. Hell Rell)
- 2022: Churros
- 2022: Intro (Back in der Trap)
- 2022: I Like Diamonds
- 2022: Pounds
- 2022: Right Now
- 2022: Mac mit Cheese
- 2022: Billie
- 2022: Lay Up
- 2023: Block mit der Gang
- 2023: Is Ya Ready
- 2023: Keep It Yolo
- 2023: Melo Ball
- 2023: Baby (Ya Dig)
- 2023: Plan B
- 2023: Deppen die rappen
- 2023: Zu oft (feat. Ali As)
- 2023: Crackheads
- 2023: Sideeye
- 2023: Incredible
- 2023: Hell
- 2023: Hater Mad
- 2023: Kleingeld
- 2023: Drink in dem Cup
- 2023: Lambo (feat. Mehnersmoos)
- 2023: Zwambo Anthem (feat. Young Kira)
- 2023: Hustle (mit Young Kira)
- 2023: Dead Solver
- 2023: Auf Lock
- 2023: Schalke
- 2023: Waky Baky (mit Taylor Johnson)
- 2023: Ball Player
- 2024: Pink Panther
- 2024: OG GUDG (mit The Ji)

## Statistik

### Chartauswertung
|                       | AT    |
| --------------------- | ----- |
| Nummer-eins-Singles   | AT—AT |
| Top-10-Singles        | AT—AT |
| Singles in den Charts | AT1AT |